# Григорьев, Иван Андреевич
Иван Андреевич Григорьев (24 сентября 1915 — 21 января 1943) — старший лейтенант Рабоче-крестьянской Красной Армии, участник Великой Отечественной войны, Герой Советского Союза (1943).

## Биография
Иван Григорьев родился 24 сентября 1915 года в селе Раменье (ныне — Осташковский район Тверской области) в крестьянской семье. Окончил шесть классов неполной средней школы, в 1935 году — курсы трактористов. Работал в машинно-тракторной станции. В 1936 году Григорьев был призван на службу в Рабоче-крестьянскую Красную Армию. Участвовал в Польском походе РККА. С июня 1941 года — на фронтах Великой Отечественной войны. К январю 1943 года гвардии старший лейтенант Иван Григорьев командовал сабельным эскадроном 33-го гвардейского кавалерийского полка 8-й гвардейской кавалерийской дивизии 6-го гвардейского кавалерийского корпуса 3-й танковой армии Воронежского фронта. Отличился во время контрудара 3-й танковой армии в направлении Валуйки — Волоконовка.
Григорьев был включён в передовой отряд и возглавил группу десантников, которые должны были разместиться на танках. 19 января 1943 года десант Григорьева одним из первых прорвался в город Валуйки Белгородской области, разгромив штаб немецкого полка и деморализовав оборону противника. В дальнейшем десант уничтожил минное заграждение, прорвал вражескую оборону у районного центра Волоконовка и вышел к её северо-восточной окраине. Танк, на броне которого находился Григорьев, подорвался на мине. Получив тяжёлое ранение, он не покинул поля боя, продолжая командовать, пока не потерял сознание. 21 января 1943 года в госпитале в Валуйках скончался от полученных ранений. Похоронен в братской могиле в Валуйках.

## Награды
Указом Президиума Верховного Совета СССР от 21 апреля 1943 года за «образцовое выполнение боевых заданий командования и проявленные при этом мужество и героизм» гвардии старший лейтенант Иван Григорьев посмертно был удостоен высокого звания Героя Советского Союза. Также посмертно был награждён орденом Ленина.

## Память
В честь Григорьева названа улица в селе Паданы Медвежьегорского района Карелии.